# Orsotriaena paupercula
Orsotriaena paupercula är en fjärilsart som beskrevs av Hans Fruhstorfer 1908. Orsotriaena paupercula ingår i släktet Orsotriaena och familjen praktfjärilar. Inga underarter finns listade i Catalogue of Life.